# Monetarism
Monetarism är en nationalekonomisk teoriströmning vars förgrundsgestalt utgörs av Milton Friedman. Teorin säger att inflationen beror på att penningutbudet i ekonomin ökar. Därför ansåg Friedman att en av statens uppgifter var att se till att utbudet av betalningsmedel i ekonomin är stabilt.
Monetarismen säger också att det i ekonomin alltid finns en viss strukturell arbetslöshet på grund av att människor byter jobb med mera. Monetarister talar om att all arbetslöshet är frivillig, då det egentligen finns jobb åt alla men på grund av avstånd, lön, uppgifter och annat så väljer man att söka vidare, så kallad friktionsarbetslöshet. På lång sikt kan staten inte påverka arbetslösheten och på kort sikt är arbetslösheten förväntansberoende. Det innebär att rationella förväntningar kan neutralisera effekter av stabiliseringspolitik även på kort sikt.
Keynesianismen säger bland annat att det finns ett behov av stabiliseringspolitik medan monetarister anser det motsatta. De ifrågasätter ifall politiker skall sträva efter samhällsekonomisk balans. Följande citat är ett exempel på ett monetaristiskt tankesätt: "Om ekonomin behöver stabiliseras beror detta enbart på att politiker, byråkrater och fackföreningar på olika sätt ingripit och förstört marknadens funktionssätt."